# Декстран
Декстран — полімер із класу полісахаридів. Полімер глюкози. Декстран — полісахарид бактеріального походження. Його хімічна формула (С6Н10О5)n. Ланцюг декстрану є послідовністю ланок, які складаються із з'єднаних між собою атомів кисню і глюкопіранозних кілець.
Декстран уперше виявлений Луї Пастером як мікробний продукт у вині.

## Застосування в медичних цілях
Входить у склад очних крапель для зволоження рогівки або ефекту штучних сліз[джерело?] (допоміжне в акторській діяльності).